# کندیل پس‌سری
کندیل‌های پس‌سری (به انگلیسی: Occipital condyles) برآمدگی‌های زیر سطحی از استخوان پس‌سری در مهره‌داران هستند که در مفصل‌بندی با وجوه برتر مهره‌های اطلس عمل می‌کنند.
در پایه هر یک از کندیل‌ها، استخوان توسط یک کانال کوتاه، مجرای زیرزبانی به صورت تونل می‌شود.

## در خزندگان و پرندگان
وجود یک کندیل پس‌سری منفرد در دایناسورها (از جمله پرندگان) و کروکودیل‌ها با وضعیت موجود در دوزیستان و هم‌کمانان (از جمله پستاندارانی مانند هومو ساپینس) که در آن دو کندیل پس‌سری وجود دارد، در تضاد است. در اینجا کندیل پس‌سری یک برآمدگی منفرد گرد است که در پشت جمجمه وجود دارد و با اولین مهره گردنی مفصل می‌شود. از نظر کارکردی به سر اجازه می‌دهد تا از یک سو به سوی دیگر، و بالا و پایین حرکت کند و همچنین بچرخد. ترکیبی از چندین استخوان کوچک‌تر (مانند بازیوکسیپیتال و برون‌اکسیپیتال) در شکل‌گیری این ساختار شرکت می‌کنند.